# (33040) Pavelmayer
(33040) Pavelmayer est un astéroïde de la ceinture principale, nommé en l'honneur de l'astronome tchèque Pavel Mayer.

## Description
(33040) Pavelmayer est un astéroïde de la ceinture principale. Il fut découvert le 28 septembre 1997 à l'Observatoire d'Ondřejov par Marek Wolf. Il présente une orbite caractérisée par un demi-grand axe de 2,23 UA, une excentricité de 0,10 et une inclinaison de 2,8° par rapport à l'écliptique.

## Compléments